# Мая Чибурданидзе
Мая Чибурданидзе (на грузински: მაია ჩიბურდანიძე) е грузинска и съветска шахматистка.
Става световен шампион през 1978 г., едва 17-годишна, отнемайки титлата на Нона Гаприндашвили. Остава световен шампион до 1991 г., когато губи от Сие Дзюн. Оттогава прави няколко неуспешни опита да си върне титлата.